# Fリーグカップ2025
Fリーグカップ2025は、2025年9月5日から7日に開催される予定の第1回目のFリーグカップである。

## 大会方式
2024年まで行われたFリーグ オーシャンカップに代わって2025年よりFリーグ1部上位によるトーナメント戦として生まれ変わった。
これまでのFリーグ1部、2部全チームによるトーナメント戦を2024-25シーズンのF1リーグ所属の上位6チームによるトーナメント戦に変更となった。
また開催時期もこれまでのリーグ開幕前の5月から9月に変更となった。

## 日程
- 2025年9月5日（金）～9月7日（日)[1]

## 会場
- バルドラール浦安アリーナ（千葉県浦安市）

## 参加チーム
- バルドラール浦安
- 名古屋オーシャンズ
- しながわシティ
- ペスカドーラ町田
- 立川アスレティックFC
- 湘南ベルマーレ

## 結果

### 1回戦
| M1 2025年9月5日 | ペスカドーラ町田 | v | 立川アスレティックFC | バルドラール浦安アリーナ |  |
| 16:30           |                  |   |                      |                          |  |

| M2 2025年9月5日 | しながわシティ | v | 湘南ベルマーレ | バルドラール浦安アリーナ |  |
| 19:00           |                |   |                |                          |  |

### 準決勝
| M3 2025年9月6日 | バルドラール浦安 | v | M1勝者 | バルドラール浦安アリーナ |  |
| 13:00           |                  |   |        |                          |  |

| M4 2025年9月6日 | 名古屋オーシャンズ | v | M2勝者 | バルドラール浦安アリーナ |  |
| 15:30           |                    |   |        |                          |  |

### 決勝
| M5 2025年9月7日 | M3勝者 | v | M4勝者 | バルドラール浦安アリーナ |  |
| 16:00           |        |   |        |                          |  |